# Усадка вугілля
Усадка вугілля - зменшення об’єму вугілля при перетворенні його в кокс. 
Відбувається після того, як вугілля для коксування перетвориться у напівкокс (при т-рі 460…500 °С). Подальше перетворення у кокс пов'язане з виділенням залишкової кількості газоподібних продуктів, що супроводжується деяким скороченням об’єму, називається усадкою.